# Audrey Pichol
Audrey Pichol née le 7 octobre 1979, est une spécialiste de BMX française, championne du monde en 1999.

## Palmarès

### Championnats du monde
- 1997
  - 2e des championnats du monde de BMX juniors
- 1999
  -  Championne du monde de BMX

### Championnats d'Europe
- 1996
  - Championne d'Europe juniors
- 1998
  -  Médaillée de bronze des Championnats d'Europe de BMX

### Autres
- Finale à Petit-Couronne 1999 (Coupe du monde +17 ans) : 5e
- The Swatch UCI-BMX World Challenge - Étape de  Vallet : 1re

### Championnats de France
- 1996
  - 2e du championnat de France juniors
- 1997
  -  Championne de France juniors
- 1998
  -  Championne de France de BMX
- 1999
  - 2e du championnat de France de BMX